# Єніково
Єніково (пол. Jenikowo, нім. Hohen Schönau) — село в Польщі, у гміні Машево Голеньовського повіту Західнопоморського воєводства.
Населення — 337 осіб (2011).
У 1975-1998 роках село належало до Щецинського воєводства.

## Демографія
Демографічна структура станом на 31 березня 2011 року:
|          | Загалом | Допрацездатний вік | Працездатний вік | Постпрацездатний вік |
| -------- | ------- | ------------------ | ---------------- | -------------------- |
| Чоловіки | 172     | 49                 | 109              | 14                   |
| Жінки    | 165     | 32                 | 102              | 31                   |
| Разом    | 337     | 81                 | 211              | 45                   |